# Elektrochromie
Unter dem Begriff Elektrochromie fasst man die Fähigkeit von Molekülen und Kristallen zusammen, ihre optischen Eigenschaften durch ein äußeres elektrisches Feld oder einen Stromfluss zu ändern. Grundlage bildet die Beeinflussung von Elektronenzuständen (Redoxreaktion).
Typischerweise findet man starke elektrochrome Effekte bei einigen Übergangsmetalloxiden (z. B. Wolframoxid), Komplexverbindungen (z. B. Berliner Blau) und einigen leitfähigen Polymeren. Bei leitfähigen Polymeren kann das Polymergerüst reversibel elektrochemisch oxidiert und reduziert werden, bei dünnen Schichten ist die Farbe des leitfähigen Polymers vom Oxidationszustand abhängig; Beispiele sind 3,4-Polyethylendioxythiophen (PEDOT) und Polyanilin.

## Anwendungsbeispiele

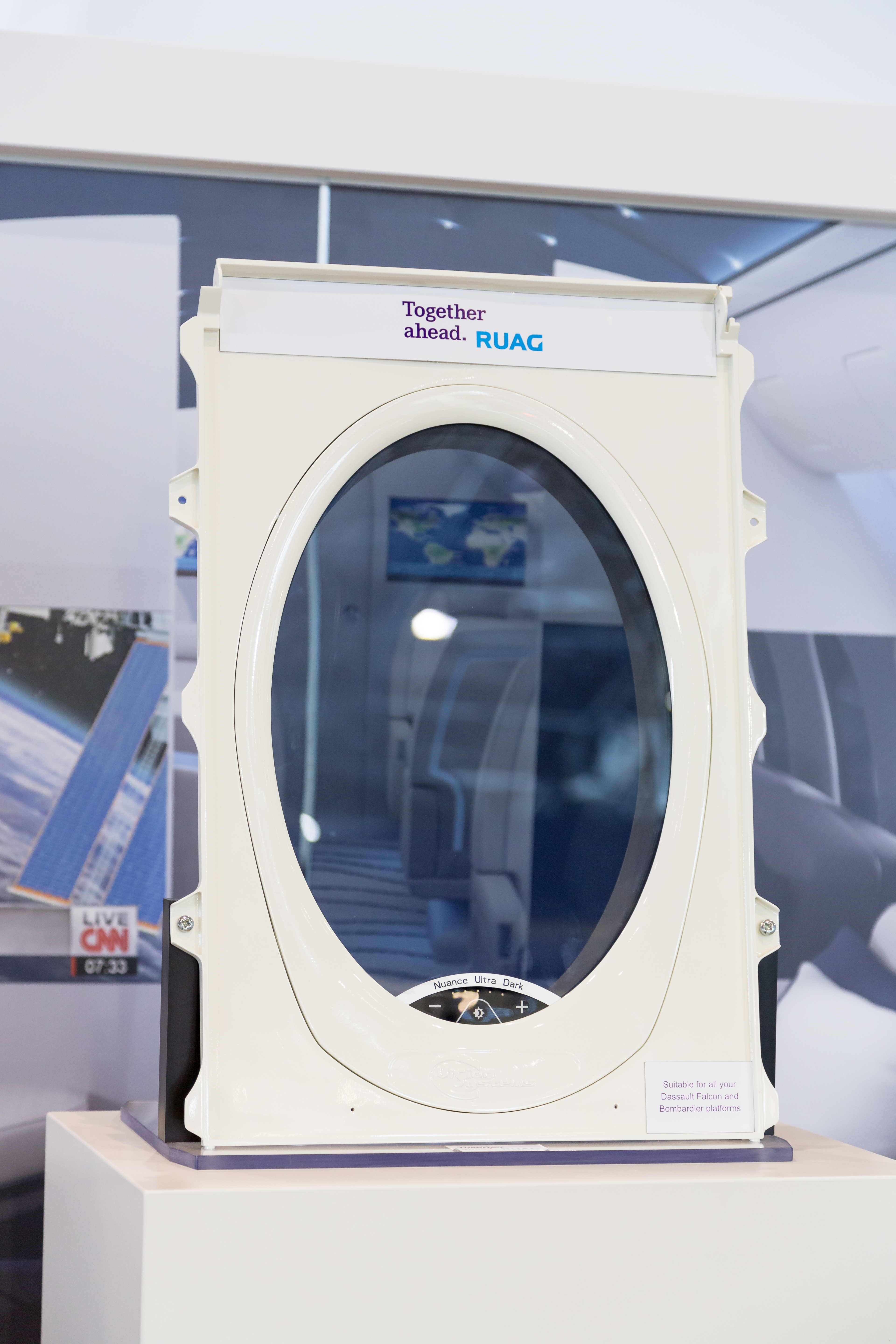
Elektrochromes Glas in einem Flugzeugfenster

Die Elektrochromie wird z. B. beim Energiemanagement von Häusern in Form von dünnen Schichten auf dem Fensterglas eingesetzt. Diese können ihre optischen Eigenschaften variieren und sich in Abhängigkeit von den Umgebungsbedingungen abdunkeln (siehe elektrochromes Glas). 
Auch bei modernen Flugzeugen lassen sich die Passagierfenster durch elektrochrome Verfahren abdunkeln.  
Elektrochrome Rückspiegel werden für Kraftfahrzeuge angeboten, sie verringern die Blendung des Fahrers bei Nacht.